# Enes Sipović
Enes Šipović est un footballeur bosnien, né le 11 septembre 1990 à Sarajevo en Bosnie-Herzégovine. Il évolue actuellement au RS Berkane comme défenseur.

## Biographie
Il commence sa carrière en Roumanie pour arriver en 2015 au KVC Westerlo où il ne restera même pas un an car il rejoindra le Maroc avec l' Ittihad Tanger. Comme souligné précédemment, il évolue maintenant au RS Berkane